# Prinsepia
Prinsepia es un pequeño género de cuatro especies de plantas perteneciente a la familia Rosaceae.

## Taxonomía
Prinsepia fue descrita por John Forbes Royle y publicado en Illustrations of the Botany ... of the Himalayan Mountains ... 206, en el año 1835. La especie tipo es: Prinsepia utilis Royle.

## Especies aceptadas
A continuación se brinda un listado de las especies del género Prinsepia aceptadas hasta octubre de 2014, ordenadas alfabéticamente. Para cada una se indica el nombre binomial seguido del autor, abreviado según las convenciones y usos.	
- Prinsepia scandens Hayata
- Prinsepia sinensis (Oliv.) Oliv. ex Bean
- Prinsepia uniflora Batalin
- Prinsepia utilis Royle